# Laricina Energy
Laricina Energy Ltd est une société canadienne privée engagée dans des activités d'exploration dans les sables bitumineux du Nord-Est de l'Alberta. Elle prospecte en dehors de la zone minière d'Athabasca et met l'accent sur des activités in situ dans les couches géologiques Grosmont et Grand Rapids. Son siège social est à Calgary (Alberta). Elle avait 170 employés au 31 décembre 2012.

## Histoire
La société a été fondée en 2005 par C. Schmidt, son président-directeur général. La compagnie tire son nom de la racine latine du mélèze laricin, aussi appelé tamarack au Canada, une variété de conifère très résistante qui pousse à la limite nord de la forêt boréale. Depuis son lancement, la compagnie a recueilli près de 1,2 milliard $ en capital et a acquis les droits sur un territoire de 61 703 ha (617 km2). 
Quatre sites principaux sont en développement : Germain, Saleski, Poplar et Conn Creek dans la région d'Athabasca, contenant plus de 10,2 milliards de barils (1 620 000 000 m3) de bitume exploitable. Selon une firme de consultants de Calgary, Laricinia est un des quatre nouveaux producteurs engagés dans les sables bitumineux avec plus de 5 milliards de barils de pétrole récupérable.

## Saleski: projet pilote

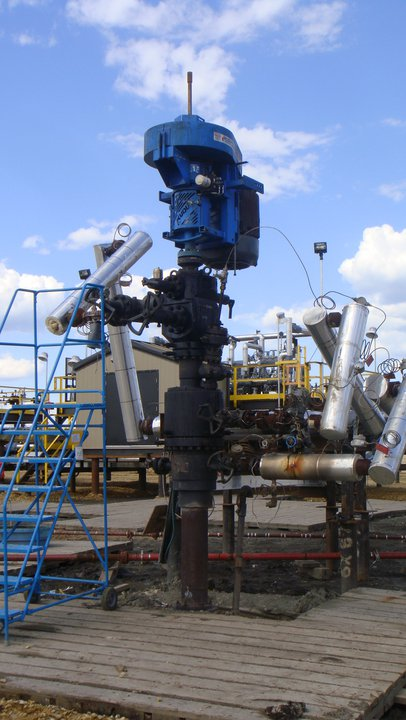
Puits en production utilisant la technologie SAGD

À l'hiver 2009, Laricina mène une série de tests en utilisant des solvants, sans injection de chaleur, dans un puits de la couche Grosmont. Le test confirme l'importance et la qualité des réservoirs de bitume.
À l'automne 2010, la compagnie termine la construction de son projet pilote de Saleski près de Wabasca en Alberta. Saleski est le premier site de sables bitumineux dans les couches de Grosmont à utiliser la technologie d'écoulement gravitationnel par injection de vapeur (SAGD) et le premier site SAGD à produire du bitume à partir de la couche Grosmont, la deuxième en importance dans les sables bitumineux de l'Alberta. Le projet pilote Saleski a une licence pour produire 1 800 bbl/j de bitume. L'injection de vapeur a commencé en décembre et la première collecte de pétrole s'est faite en avril 2011.
En juillet 2011, Laricina Energy est l'un des six projets innovants retenus par le gouvernement de l'Alberta pour financement. Ce projet a pour spécificité de comprendre les paramètres techniques de ce réservoir afin d'optimiser la mise en place du procédé SC-SAGD dans un développement commercial.
En juillet 2011, Laricina soumet le projet d'expansion Phase 1, qui est la première des six phases que comptera éventuellement le projet. La Phase 1 vise à ajouter à la production  10 700 bbl/j, ce qui portera le total à 12 500 bbl/j. La production ira en augmentant graduellement, pour atteindre 270 000 bbl/j après 30 ans.
En mars 2013, Laricina était la première compagnie à évaluer les réserves probables contenues dans la formation Grosmont, proposant le chiffre de 128 millions de barils pour cette première phase.

## Saleski: production commerciale
En juillet 2013, Laricina a obtenu le permis d'exploitation pour la Phase 1, un projet de 520 millions $ qui prévoit extraire 12 500 bbl/j vers la fin de 2015.

## Germain: démonstration

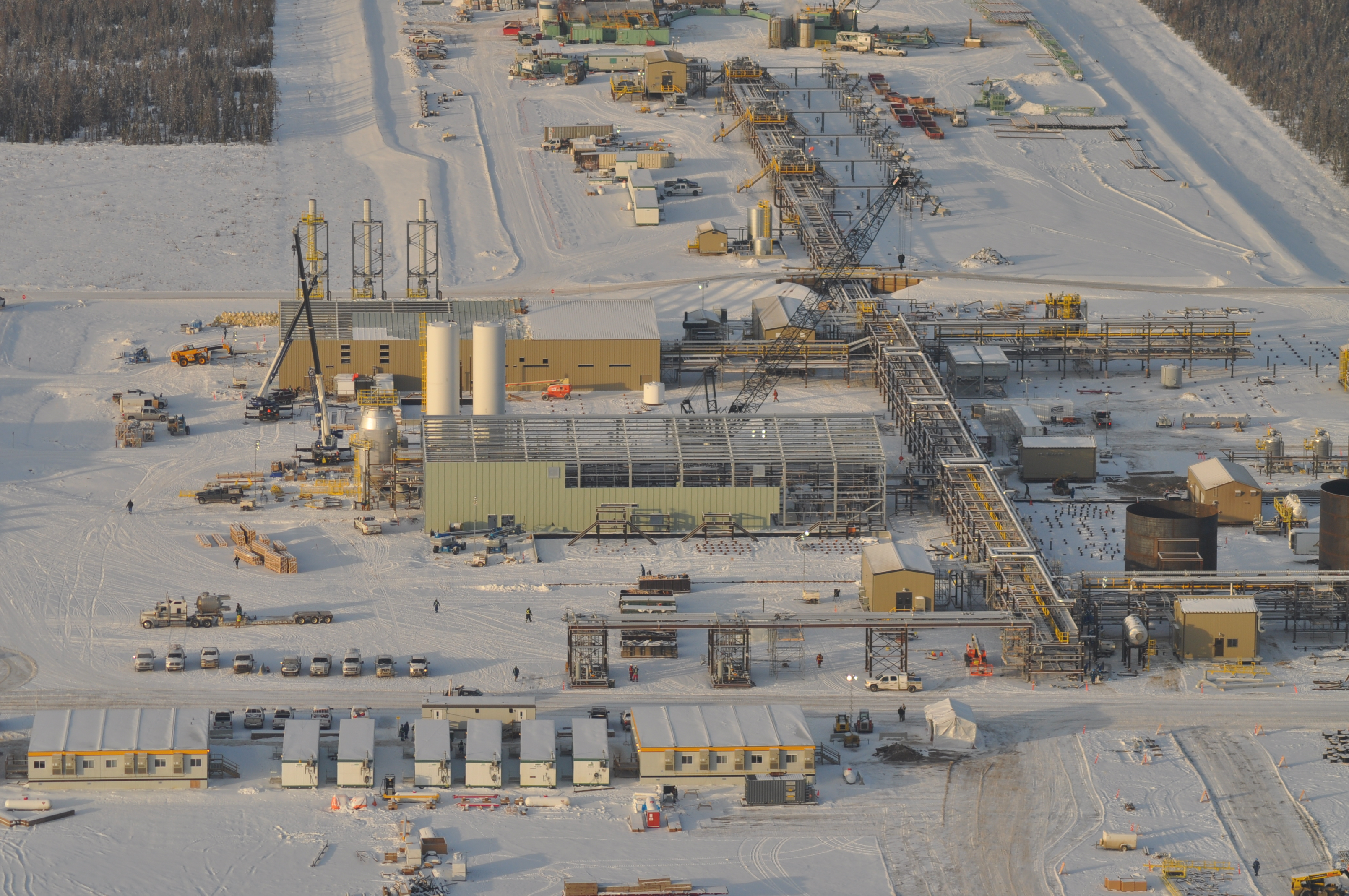
Installations de Germain

En octobre 2011, obtient le permis d'exploitation d'un projet de démonstration commerciale à Germain, produisant 5 000 bbl/j par le procédé d'écoulement gravitationnel par injection de vapeur combinée à des solvants (solvent-cyclic steam-assisted gravity drainage SC-SAGD). Ce projet se met en route en juin 2013.

## Oléoduc Stony Mountain
En mai 2013, Laricina obtient le permis de construction d'un oléoduc de 24 pouces de diamètre, qui transportera 200 000 bbl/j de bitume dilué sur une distance de 187 km, de Saleski à Cheecham au sud de Fort McMurray. Une seconde canalisation de 12 pouces de diamètre orientée dans le sens inverse sera aussi construite et acheminera au site 70 000 bbl/j de diluant. Des réservoirs sont aussi prévus à 2 km au nord-est de Saleski. L'oléoduc principal sera en opération vers la fin de 2015, lorsque la Phase 1 débutera. Le diluant sera acheminé par camion jusqu'à ce que la seconde canalisation soit en opération, environ un an plus tard.

## Gouvernance
La société a mis en place un programme de bourse d'une durée de cinq ans, la bourse d'études en ingénierie Laricina Energy, qui fournit une aide financière basée sur le mérite à des étudiants de 1er cycle désireux de poursuivre des études en génie mécanique, chimique ou pétrochimique. Quatre bourses de 3 000 $ sont accordées chaque année.